# Конюхов Сергій Семенович
Конюхов Сергій Семенович (нар.15 червня 1921, Павлівська Слобода — пом.1 серпня 2005, Кременчук) — радянський військовий льотчик, Герой Радянського Союзу (1945), нагороджений орденом Леніна, двома орденами Червоного Прапора, двома орденами Вітчизняної війни 1-го ступеня, орденами Слави 3-го ступеня, Червоної Зірки, медалями.

## Біографія
Народився 15 червня 1921 року в селищі Павлівська Слобода нині Істрінського району Московської області в селянській родині. Росіянин. Закінчив 7 класів. Працював фрезерувальником.
У Червоній Армії з 1940 року. У 1943 році закінчив Оренбурзьку військову авіаційну школу пілотів і був направлений на фронт.
Командир ланки 995-го штурмового авіаційного полку (306-я штурмова авіаційна дивізія, 17-а повітряна армія, 3-й Український фронт) лейтенант Сергій Конюхов до лютого 1945 року зробив 103 бойових вильоти на штурмовку вузлів оборони, аеродромів, залізничних ешелонів, скупчень живої сили й бойової техніки супротивника.

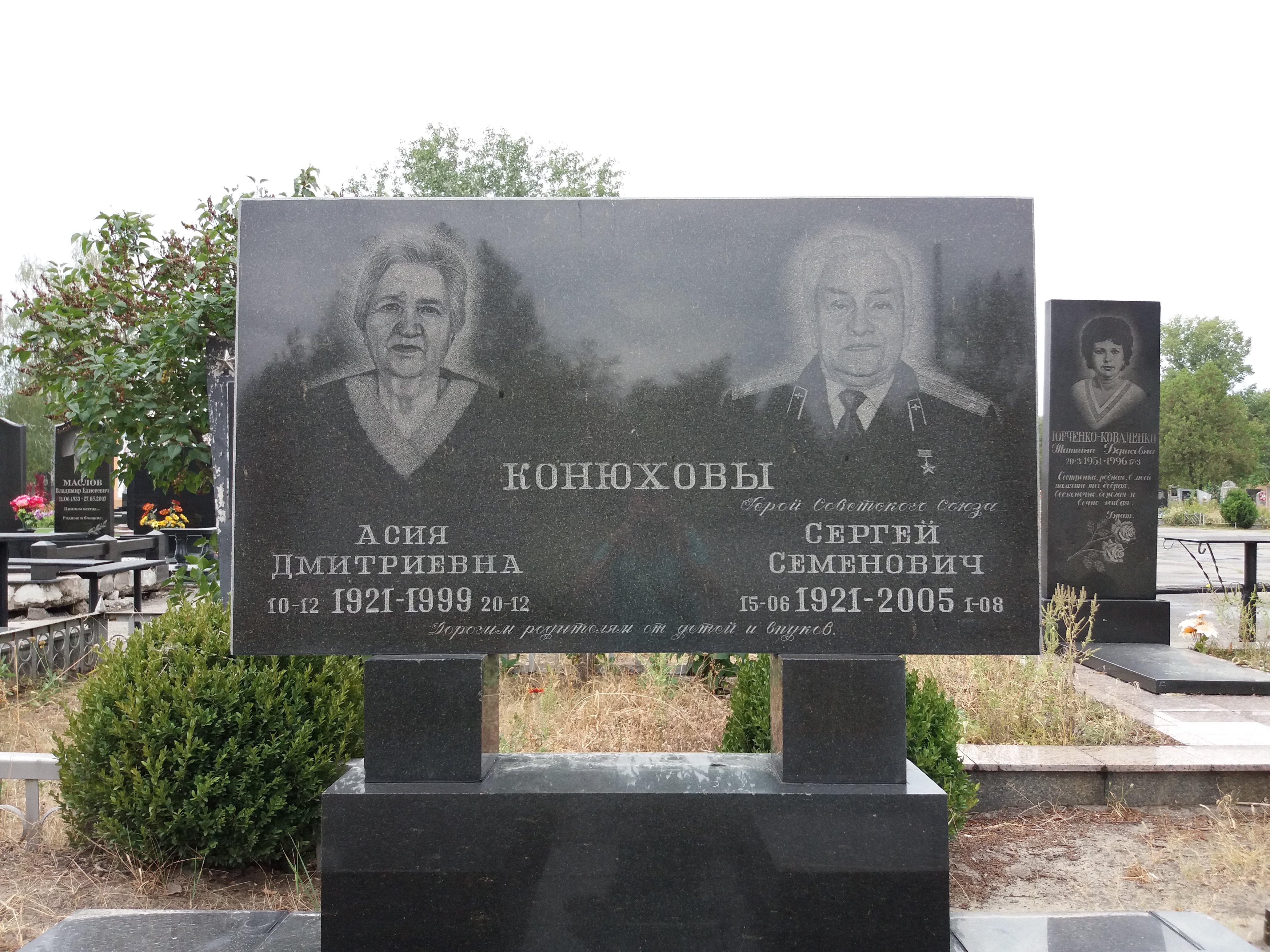
Могила С. С. Конюхова та його дружини на Новоміському кладовищі

Після війни, до 1959 року підполковник Конюхов С. С. служив в Радянській Армії. Жив в місті Кременчук Полтавської області Україна. До виходу на заслужений відпочинок працював інструктором тренажу в Кременчуцькому льотному училищі цивільної авіації.
Помер 1 серпня 2005 року. Похований в Кременчуці на Новоміському кладовищі.

## Нагороди, пам'ять
Указом Президії Верховної Ради СРСР від 29 червня 1945 року «за зразкове виконання бойових завдань командування на фронті боротьби з німецько-фашистським загарбниками і проявлені при цьому мужність і героїзм» лейтенантові Конюхову Сергію Семеновичу присвоєно звання Героя Радянського Союзу з врученням ордена Леніна і медалі «Золота Зірка» (№ 5445).
Нагороджений орденом Леніна, двома орденами Червоного Прапора, двома орденами Вітчизняної війни 1-го ступеня, орденами Слави 3-го ступеня, Червоної Зірки, медалями.
У місті Кременчуці радянською владою була встановлена меморіальна дошка. Також на Алеї Героїв, на граніті висічене фото та ім'я Михайла Новохатька.